# Makinavaja, el último choriso
Makinavaja, el último choriso és una pel·lícula de comèdia espanyola de 1992 dirigida per Carlos Suárez i escrita per Ramon Tosas i Carlos Suárez. Està basada en el còmic Makinavaja, creat per Ramon Tosas «Ivà» i publicat a la revista satírica El Jueves. És protagonitzada per Andrés Pajares i Jesús Bonilla en els papers principals de Maki i Popeye, respectivament, i destaquen l'aparició d'actors secundaris com Pedro Reyes, Carmen Conesa, Mary Santpere o Llàtzer Escarceller.

## Argument
Makinavaja és un pocapena que sobreviu com pot als conflictius barris baixos de Barcelona, cometent atracaments, robatoris i malifetes diverses juntament amb el seu company inseparable de fatigues, Popeye. La seva «base d'operacions» és un bar anomenat El pirata, en el qual treballa un altre còmplice seu que els proporciona armes. Allí també s'hi sol trobar Mohamed, més conegut com Moromierda (Mario Pardo).
La majoria de les escenes van ser extretes dels còmics d'Ivà, una pèl retocades i suavitzades perquè la pel·lícula no resultés massa violenta.

## Curiositats
- Va ser la producció espanyola més vista el 1992, i de les trenta més vistes de l'any l'única espanyola.[3]
- Els actors seleccionats per interpretar els personatges del còmic original van ser encertats, i fins i tot es va mantenir la mateixa manera de parlar que al còmic, amb expressions com Po bueno, po fale, po malegro, ¿Pasa, cohone? o S'agradese er detalle.

- Al principi de la pel·lícula, a l'escena en què el Grup Especial d'Operacions és a la porta del banc, un dels membres del comando és l'actor Jorge Sanz (però no apareix acreditat a la pel·lícula).
- La cançó del principi de la pel·lícula està interpretat pel propi Andrés Pajares.
- La pel·lícula va ser rodada a Barcelona.
- Andrés Pajares, Jesús Bonilla, i Mario Pardo, tornarien a reunir-se poc després en un capítol de la sèrie d'Antena 3 Ay señor, señor!, en l'episodi «El licor del pater Clauvis». Més tard el 2011, tots tres apareixen a La daga de Rasputín, dirigida pel mateix Jesús Bonilla.
- A l'any següent es va rodar una segona part, titulada Semos peligrosos (uséase Makinavaja 2).